# Полімеризація органів

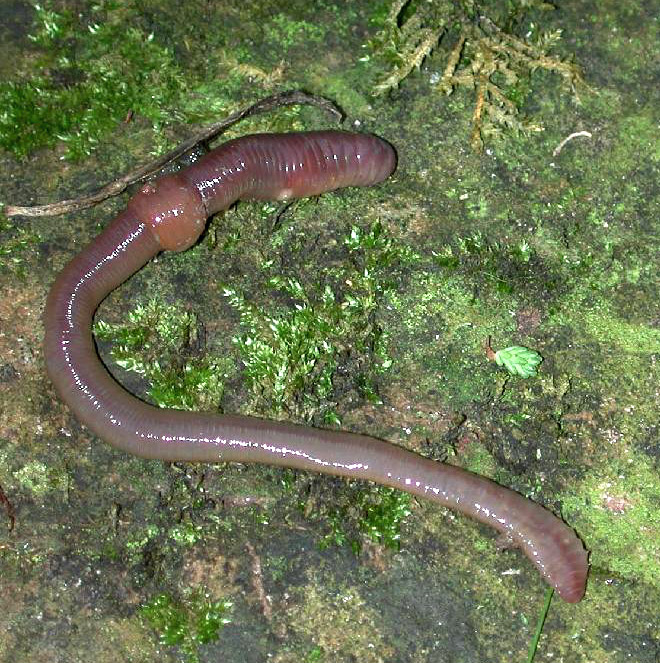
Дощовий черв'як (кільчасті черви), приклад полімеризації органів.

Полімериза́ція о́рганів (органоїдів у найпростіших) — процес збільшення в процесі філогенезу числа рівноцінних гомологічних утворень в організмі. 
Принцип полімеризації було висунуто у 1929 р. радянським зоологом В.А. Догелем. 
Принцип забезпечує множинність елементів даної біологічної системи, підвищує надійність її роботи за рахунок взаємозамінних компонентів. При полімеризації відбувається деяка децентралізація та дезінтеграція організму. Полімеризація найхарактерніша для найпростіших (полімеризація ядер, джгутиків, скоротливих вакуолей та інших структур, наприклад, у полімастигін). 
Полімеризація також відбувається в процесі еволюції багатоклітинних організмів, наприклад, збільшення числа зябрових щілин у безчерепних, органів статевої системи у стьожкових червів. Полімеризація структур відбувається, наприклад, при збільшенні числа фаланг у кисті деяких китоподібних. 
Процес полімеризації також характерний для багатьох груп рослин. Наприклад, збільшення числа пелюсток або тичинок у квітці. 
Полімеризація створює резерви гомологічних структур в організмі, які можуть бути використані в процесі подальшого диференціювання. У такому випадку полімеризація може замінюватися олігомеризацією гомологічних структур.